# Weston Park Museum
Le Weston Park Museum est un musée situé à Sheffield, dans le Yorkshire du Sud, en Angleterre.
Son nom vient du jardin public de Weston Park. C'est l'un des trois musées de Sheffield gérés par l'association Museums Sheffield, avec la Millennium Gallery (en) et la Graves Art Gallery (en).

## Histoire
Le musée reçoit environ 250 000 visiteurs par an et était nommé au prix Gulbenkian de 2007. En 2008 le musée reçoit de la part de The Guardian le prix du Family Friendly Museums.